# 提亚雷特省
提亚雷特省（阿拉伯語：ولاية تيار）是阿尔及利亚北部的一个省，首府提亚雷特。該省成立於1974年，境內有14个区和42个市鎮。2008年時人口為842,060。1984年，該省有部分領土被劃出。

## 來源
1. ↑  Office National des Statistiques, Recensement General de la Population et de l’Habitat 2008 的存檔，存档日期2008-07-24. Preliminary results of the 2008 population census. Accessed on 2008-07-02.

35°22′30″N 1°19′30″E / 35.375°N 1.325°E